# Nadagara juventinaria
Nadagara juventinaria är en fjärilsart som beskrevs av Achille Guenée 1858. Nadagara juventinaria ingår i släktet Nadagara och familjen mätare. Inga underarter finns listade i Catalogue of Life.